# Sheer Heart Attack (пісня)
«Sheer Heart Attack» (укр. «Гострий серцевий напад») — пісня британського рок-гурту «Queen», що вийшла у їхньому шостому студійному альбомі «News Of The World» у 1977 році. Це одна з двох пісень альбому, яку повністю написав Роджер Тейлор.

## Передумови
«Sheer Heart Attack» була спочатку написана для однойменного альбому у 1974 році, але не ввійшла до нього з кількох причин. Пісня була закінчена для альбому «News Of The World» у 1977 році.
Роджер Тейлор грає майже на кожному інструменті в готовому треку, з деякою допомогою Браяна Мея на гітарі. Це одна з небагатьох оригінальних записів «Queen», в якому немає бас-гітариста Джона Дікона.
В лютому 1978 року пісня вийшла на Б-стороні синглу з піснею «Spread Your Wings», яку написав Джон Дікон. Також вона потрапила на Б-сторону синглу з піснею «It's Late», яку написав Мей, він вийшов тільки в Канаді, Сполучених Штатах, Новій Зеландії і Японії в квітні 1978 року.

## Живе виконання
Пісню виконували наживо з 1977 по 1982 рік. Вона вийшла у трьох концертних альбомах: «Live Killers» у 1979 році, «Queen Rock Montreal» у 1981 році і «Queen on Fire — Live at Bowl» у 1982 році.

## Учасники запису
- Фредді Мерк'юрі — головний і бек-вокали
- Браян Мей — соло-гітара
- Роджер Тейлор — головний і бек- вокали, ударні, ритм-гітара, бас-гітара